# 鬼谷子新單角介
鬼谷子新單角介（学名：Neomonoceratina kuekutzui）为浪花介科新單角介屬下的一个种。